# Teatro Misa
Il Teatro Misa è lo storico teatro della città di Arcevia (AN).

## Il vecchio teatro
Si trova all'interno dell'antico Palazzo dei Priori e fu realizzato tra il 1840 e il 1845 in luogo di un precedente teatro risalente alla seconda metà del XVII secolo, progettato dal conte Flaminio Mannelli coadiuvato da Benedetto Arcangeli, entrambi di Arcevia. I lavori furono avviati e sospesi per mancanza di fondi. L'inaugurazione risale probabilmente all'ultimo ventennio del secolo mentre nel 1706 fu restaurato il Fondale e designato un custode per le scene. Nel 1732 vennero realizzati tre ordini di palchetti lignei, nel 1738 restaurata la soffittatura pericolante e nel 1752 furono aggiunti i tramezzi ai palchetti.

## Il teatro Misa
Nel 1840 la vecchia struttura fu abbattuta perché considerata pericolante e sostituita con quella attuale di progettista ignoto, anche se non è da escludere una collaborazione tra gli architetti Vincenzo Ghinelli e Giuseppe Ferroni. La pianta ad "U" è circondata da tre ordini di palchi per un totale di 38, ai quali se ne aggiungono 6 ai lati del proscenio, con balaustre a fascia separate dei pilastri arretrati che, come i pianerottoli delle scale arrotondati, richiamano lo stile del Ghinelli. Gli ornamenti delle balaustre a mascherine e listelli dorati sono dello scenografo anconetano Cesare Recanatini, autore anche di otto fondali con le quinte di corredo originali. Il macchinista anconetano Daniele Ferretti è autore dell'apparato scenotecnico originale, tuttora conservato, mentre il pittore jesino Luigi Mancini ha realizzato la volta con figure allegoriche in stile rococò. L'ingresso è collegato all'atrio da una scala diritta, mentre un'altra scala collega l'atrio al foyer.